# Jack Reynolds
John "Jack" Reynolds (ur. 23 września 1881 w Manchesterze, zm. 8 listopada 1962 w Amsterdamie) – angielski piłkarz i trener. Jako piłkarz grał w angielskich klubach, m.in. Manchesterze City, Grimsby Town F.C., Sheffield Wednesday czy Watford F.C.

## Kariera trenerska
Nim trafił do Ajaksu, był szkoleniowcem FC Sankt Gallen. Opuścił go w 1914, gdy objął kadrę narodową Niemiec. Wybuch I wojny światowej uniemożliwił mu pracę z drużyną niemiecką, więc przeniósł się do neutralnej Holandii, gdzie w czasie wojny trwały rozgrywki. Za jego czasów AFC Ajax w latach 1915–1925, 1928–1940 oraz 1945–1947, zdobył 8 mistrzostw Holandii: 1918, 1919, 1931, 1932, 1934, 1937, 1939, 1947 oraz Puchar Holandii 1917. Reynolds wprowadził w Ajaksie własny styl, opierający się na trzech fundamentach - siła, szybkość, atak. Dbał o fizyczne, wręcz atletyczne przygotowanie piłkarzy, co nie było w tamtych czasach normą. Anglik wprowadził także żelazną dyscyplinę, którą zapamiętał debiutujący u niego w ostatnim sezonie w 1946 - Rinus Michels. Angielski trener po raz pierwszy odszedł z Ajaksu w 1925, kiedy przeniósł się do głównej konkurencji - nieistniejącego już klubu Blauw-Wit Amsterdam. Po powrocie doprowadził Ajax do kolejnych triumfów. Po wkroczeniu Niemców do Holandii w 1940, Reynolds został internowany i osadzono go w obozie w Toszku. Do Amsterdamu wrócił po wojnie i jeszcze raz doprowadził Ajax do mistrzostwa, po czym przeszedł na emeryturę i zamieszkał na stałe w Amsterdamie, gdzie zmarł.